# سیگیتاس گدا
سیگیتاس گدا (لیتوانیایی: Sigitas Geda; ۴ فوریهٔ ۱۹۴۳ – ۱۲ دسامبر ۲۰۰۸) زبان‌شناس، شاعر، سیاستمدار، روزنامه‌نگار، مترجم، و نویسنده اهل لیتوانی بود. 